# Prečani (village)
Prečani (en serbe cyrillique : Пречани) est un village de Bosnie-Herzégovine. Il est situé dans la municipalité de Trnovo, dans le canton de Sarajevo et dans la fédération de Bosnie-et-Herzégovine. Selon les premiers résultats du recensement bosnien de 2013, il abrite une population inférieure ou égale à dix habitants.

## Géographie
Le village est situé sur les pentes orientales du mont Bjelašnica.

## Histoire

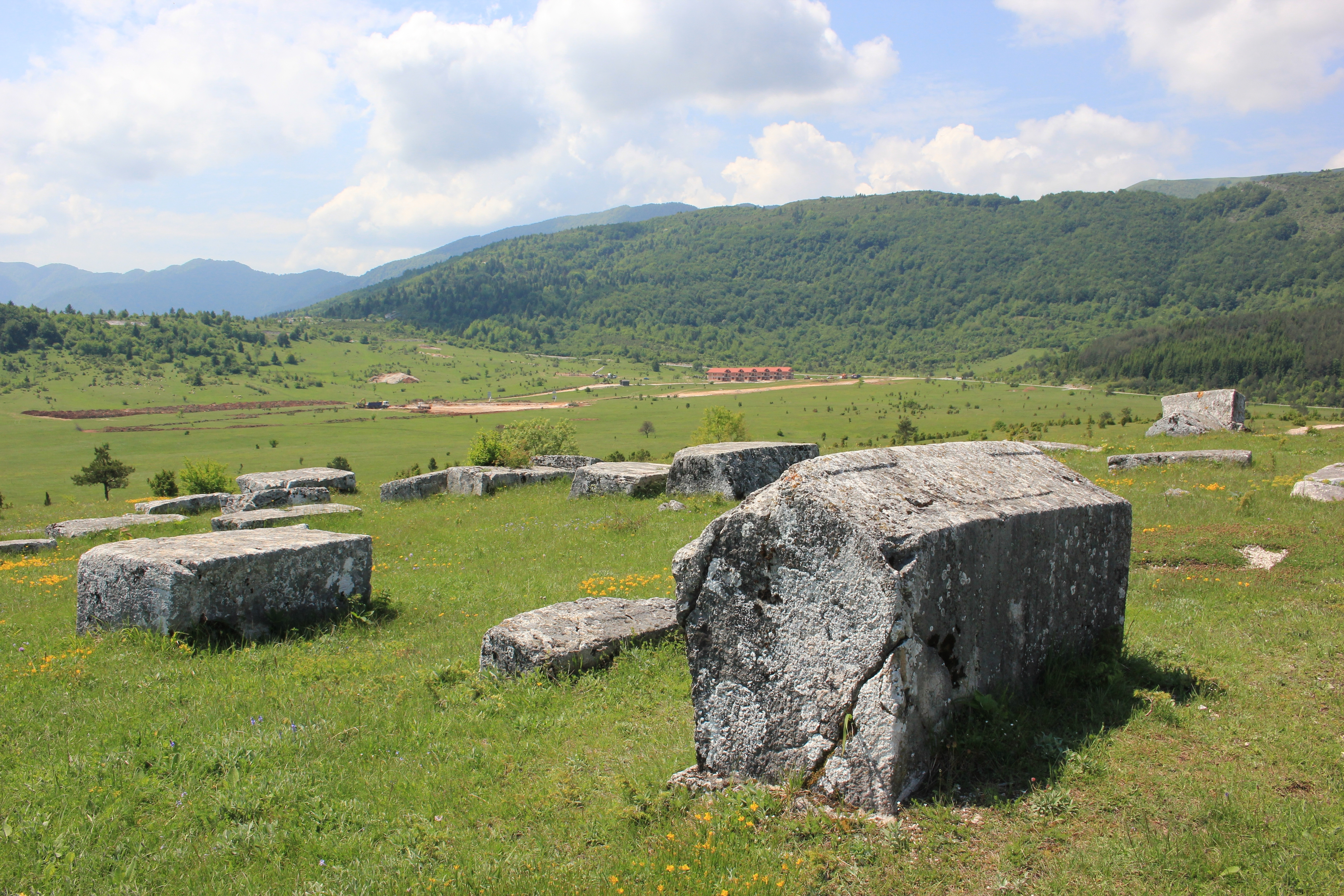
Nécropole de Prečani

La nécropole de Prečani abrite 184 stećci (un type particulier de tombes médiévales) ainsi que des nişans (stèles ottomanes) ; cet ensemble est inscrit sur la liste des monuments nationaux de Bosnie-Herzégovine.

## Démographie

### Évolution historique de la population dans la localité
| 1948 | 1953 | 1961 | 1971 | 1981 | 1991 | 2013 |
| ---- | ---- | ---- | ---- | ---- | ---- | ---- |
| -    | -    | 122  | 78   | 6    | 2    | ≤ 10 |

|  |

### Répartition de la population par nationalités (1991)
En 1991, les 2 habitants du village étaient serbes.